# Poturgi
Poturgi (Poturga, Jeleń) – kaszubski herb szlachecki.

## Opis herbu
Opis z wykorzystaniem zasad blazonowania:
W polu pół jelenia wyskakującego z półksiężyca. Barwy nieznane, sama tarcza.
Według Przemysława Pragerta, który opierał się na opinii Stanisława Dziadulewicza, herb ten jest tożsamy z zaginionym herbem Poturgi. Uwaga: Pragert podaje Poturgi jako oboczną nazwę również herbu Pobłocki II. Józef Szymański jednak wprawdzie zna opinię Dziadulewicza, ale się z nią nie zgadza. W jego publikacji, herb Poturga figuruje jako nieznany. Według jeszcze innego badacza, Stanisława Kozierowicza, herb przedstawiał tylko jelenia.

## Najwcześniejsze wzmianki
Herb Poturgi, wzmiankowany w 1405, miał zaginąć w XV wieku. 

## Rodzina Bach
Nazwisko tej drobnej kaszubskiej szlachty wywodzi się od zdrobnienia imienia Sebastian, chociaż niemieccy heraldycy uważają, że nazwisko to jest czysto niemieckie. Z powodu podobieństwa nazwisk, bywała mylona z Bochenami. Pierwsza wzmianka o nazwisku pochodzi z 1494 (Boch, Bok, Bochen, Bochow, Bochus). Przedstawicielem rodu występującym z imienia był Andreas Bach z Gowina Małego. Kolejne wzmianki z lat 1559 (Greger Bach w Półcznie), 1570 (Paweł i Baltazar Bach w Wyszecinie, Maurycy Bach w Strzebielinie, Wojciech Bach oraz Tomasz, Maciej, Paweł, Maciej i Wawrzyniec Pache w Żelewie), 1605 (Świętosz Bach), 1621 (Jan, Michał, Maciej, Krzysztof Bachowie, synowie Świętosza w Paraszynie), 1658 (Martin die Bachen w Słuszewie, Hanss die Bachen w Paraszynie, Andress die Bachen, wojskowy polski), 1662 (pan Bach), 1678 (bracia Bachowie). Od około XVII wieku Bachowie zaczęli przybierać nazwiska odmiejscowe, Bach zachowując jako przydomek, dając początek szeregowi rodzin szlacheckich, używających różnych herbów.

## Herbowni
Bach (Bache, Bachen, Bachow, Bachowski, Boch, Bock, Bok, Pache, błędnie Bochen, Bochow, Bochus). Rodzina przybierała z czasem nazwiska odmiejscowe, dając początek rodom: Gowiński, Kolkowski, Niesiołowski, Lewiński, Milwiński, Paraski, Pobłocki, Podjaski (błędnie, powinni być Mach-Podjascy), Strzebieliński, Wiczliński, Wysiecki, Żelewski. Rody te przybierały własne herby, często z motywem jelenia.